# Nigel Young
Nigel Young (* 1938) ist ein britischer Politologe und Friedensaktivist. 1995 wurde er auch US-amerikanischer Staatsbürger.

## Leben
Er studierte an der Oxford University (BA und MA) und engagierte sich ab 1958 in der Campaign for Nuclear Disarmament. Von 1968 bis 1973 war er Lecturer in Political Science an der University of Birmingham (UK). Später setzte er seine Studien an der University of California in Berkeley (USA) fort und promovierte dort 1976. Von 1973 bis 1984 war er Young Fonder member of the Department of Peace Studies, University of Bradford (UK), Deputy Head of Department in 1979, Reader in Peace Studies. 1979–1988 war er Direktor des Interuniversity Center in Dubrovnik (Jugoslawien), 1982–1984 Senior Research Fellow am International Peace Research Institute in Oslo. 1984–2003 ging Nigel Young als George R. and Myra T. Cooley Research Professor of Peace Studies, Professor of Sociology and Director of the Peace Studies Program an die Colgate University, US-Bundesstaat New York. 1988–2002 war er Director des Colgate Peace Studies abroad program in Europe. 2004 wurde er dort emeritiert, er behält den Titel des Research Professor bei.
Er lebt inzwischen in der nordenglischen Grafschaft Yorkshire. Er ist mit der Ethnologin Antonia Young verheiratet und hat vier Kinder.

## Gastprofessuren und Ehrungen
Nigel Young nahm zahlreiche Gastprofessuren wahr: University of California (San Diego), Earlham College, Universität Münster (BRD), Universität Oslo (Norwegen), oftmals. Europäische Friedensuniversität Burgschlaining (Österreich), im Rahmen des Austrian Peace Research Institute Council führte er sechs semesterlange Studienfahrten durch Europa durch. Er lehrte 1982 als Distinguished Professor an der Carl-von-Ossietzky-Universität in Oldenburg (BRD), war 1986 Gründungsmitglied der Peace Studies Association. 2011 gewann Nigel Young den Wissenschaftspreis des Dayton Literary Peace Prize für die Herausgabe des 4-bändigen Werkes The Oxford International Encyclopedia of Peace.

### Forschungsinteressen
Politische Soziologie, Vergleichende Studien Frieden und Staat, die Rolle des geschichtlichen Gedächtnisses, von Kunst, Literatur, Kriegsfilmen, Friedensfilmen für das Friedensgedächtnis und die Friedenskultur, die Geschichte sozialer und politischer Ideen und Bewegungen, Gesellschaft und Widerstand.

## Schriften
- An infantile disorder? The crisis and decline of the new left. Routledge & Kegan Paul, London (u. u.) 1977, ISBN 0-7100-8467-6.
- Friedenserziehung zwischen Friedensforschung und Friedensbewegung. Deutsche Gesellschaft für Friedens- und Konfliktforschung, Bonn-Bad Godesberg 1983, DGFK-Hefte Nr. 17.
- mit Richard Taylor (Hrsg.): Campaigns for peace. British peace movements in the twentieth century. Manchester University Press, Manchester 1987, ISBN 0-7190-1892-7.
- mit Antonia Young und John Hodgson: Albania. (= World bibliographical series. Band 94) 2. Auflage, ABC-Clio, Oxford (u. a.) 1997, ISBN 1-85109-260-9.
- mit Peter Brock: Pacifism in the twentieth century. Syracuse University Press, Syracuse 1999, ISBN 0-8156-8125-9.
- The Oxford international encyclopedia of Peace. Oxford University Press, Oxford (u. u.) 2010, ISBN 978-0-19-533468-5.
- Postnational memory, Peace and war: Making Pasts beyond borders. Routledge & Kegan Paul, London 2019, ISBN 978-0-367-11096-3.